# Annie Leibovitz

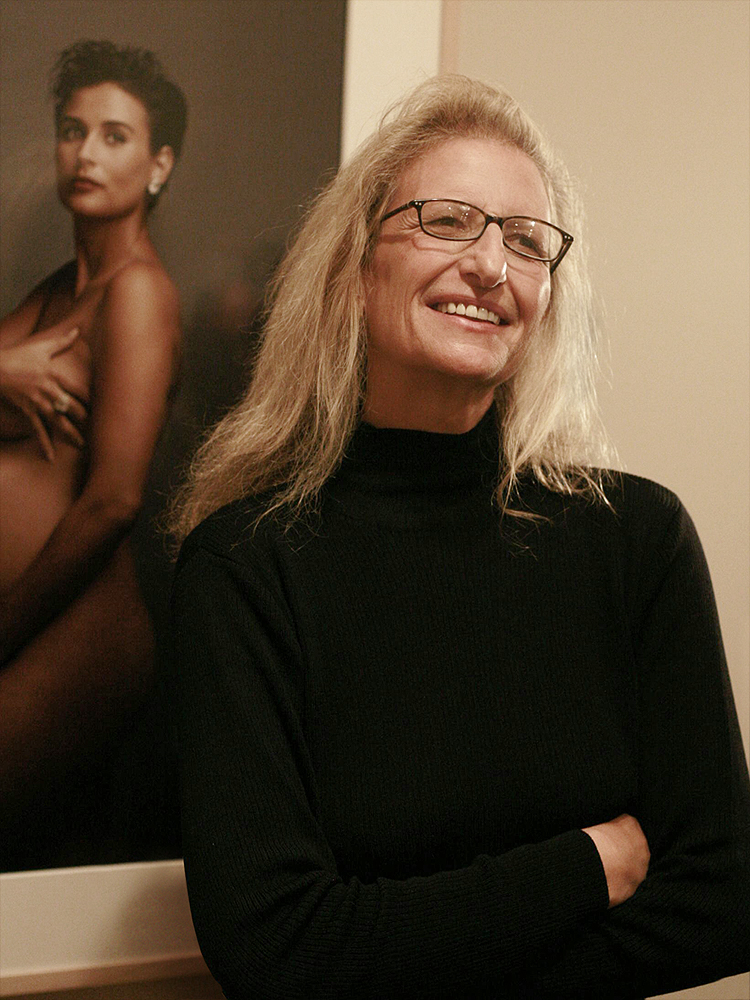
Annie Leibovitz 2008, framför det omtalade porträttet av Demi Moore.

Anna-Lou "Annie" Leibovitz, född 2 oktober 1949 i Waterbury, Connecticut, är en amerikansk porträttfotograf. Leibovitz har arbetat för tidningar som Rolling Stone, Vanity Fair och Vogue och är känd för sin dokumentation av den amerikanska musikscenen under 1970-talet samt sina porträtt av skådespelare och celebriteter.

## Biografi - karriär
Annie Leibovitz föddes i Connecticut i nordöstra USA i en familj av rysk-judisk härkomst. Hennes mamma var lärare i modern dans och fadern löjtnant i flygvapnet. 
Vid slutet av 1960-talet studerade hon måleri vid San Francisco Art Institute men intresserade sig även för fotografi. 1970 började hon jobba som fotograf på tidningen Rolling Stone och blev 1973 deras chefsfotograf. Under denna tid fotograferade hon de flesta pop- och rockartister i sin generation. Bland annat följde hon The Rolling Stones på deras USA-turné 1975. Leibovitz tog det sista porträttet av John Lennon, den 8 december 1980, samma dag som han mördades.
1983 slutade Leibovitz på tidningen Rolling Stone och började arbeta för Vanity Fair och Vogue. Hennes omslagsbild på Vanity Fair i augusti 1991 – ett porträtt av en gravid och naken Demi Moore – orsakade en mindre skandal. Och hon fortsatte att göra omtalade, och uppskattade, porträtt. Kända är bland annat hennes porträtt av Bruce Springsteen (omslaget till albumet Born in the USA), Michael Jackson, Sting, konstnären Christo, Johnny Depp, Nicole Kidman, Bill Gates, drottning Elizabeth II med flera. 

## Privatliv
1989 träffade Annie Leibovitz den amerikanska författaren Susan Sontag, i samband med en fotografering till ett bokomslag. De kom att bli ett par fram till Sontags död i cancer 2004, men bodde aldrig tillsammans. 2001 fick de en dotter, Sarah Cameron. 2005 utökade Annie Leibovtz sin familj med tvillingarna Susan och Samuelle som föddes av en surrogatmor.

## A Photographer’s Life 1990-2005
Efter Susan Sontags död sammanställde Annie Leibovitz omkring 200 fotografier, en blandning av privata bilder och porträtt gjorda på uppdrag. Det blev en bok och en utställning: A Photographer’s Life 1990-2005. Utställningen visades i USA på Brooklyn Museum 2006 och i Stockholm på Fotografiska 2010.
"Jag har inte två liv utan ett, där de privata bilderna och uppdragsbilderna är lika stora beståndsdelar." - Annie Leibovitz 

## Böcker (urval)
- Leibovitz, Annie (1992) (på engelska). Photographs: Annie Leibovitz 1970-1990. New York: HarperPerennial. Libris 4490986. ISBN 0-06-092346-6
- Leibovitz, Annie; Smith Patti (2003) (på engelska). American music. London: Jonathan Cape. Libris 9070614. ISBN 0-224-07271-4
- Leibovitz, Annie (2006) (på engelska). A photographer's life: 1990-2005. New York: Random House. Libris 10247318. ISBN 0-375-50509-1
- Leibovitz, Annie; DeLano Sharon (2008) (på engelska). Annie Leibovitz at work (1. ed.). New York: Random House. Libris 11232512. ISBN 978-0-375-50510-2